# Chakib Khelil
Pour les articles homonymes, voir Khelil (homonymie).
Chakib Khelil (arabe : شكيب خليل), né le 8 août 1939 à Oujda (protectorat français au Maroc), est un homme politique algérien.
Ministre de l'Énergie et des Mines de 1999 à 2010, il est aussi président directeur général de Sonatrach de 2001 à 2003. Il préside également l'Organisation des pays exportateurs de pétrole (OPEP) en 2001 et 2008 ainsi que le Forum des pays exportateurs de gaz (FPEG) en 2010.

## Biographie

### Enfance
Chakib Khelil est né à Oujda, alors au protectorat français au Maroc, le 8 août 1939. Fils d'un tailleur natif de Tlemcen, il y grandit avec ses cinq frères et ses six sœurs. Chakib Khelil est marié au Dr Najat Arafat, une Palestinienne naturalisée américaine. Cette dernière est cofondatrice du projet de Dialogue des femmes palestiniennes et juives américaines et première femme dans l'État du Texas à obtenir son doctorat en physique nucléaire. Ils ont deux enfants de nationalité américaine et résident aux États-Unis.

### Études
Chakib Khelil commence sa scolarité à l'école Sidi Ziane à Oujda. Par la suite il rejoint, dans la même ville, le lycée Abdelmoumen. En 1959, durant la guerre d'Algérie, il obtient une bourse du Gouvernement provisoire de la République algérienne (GPRA). Dès 1960, il s'installe aux États-Unis, où il obtient successivement, en 1964 et 1965, un baccalauréat et une maîtrise en mines et pétrole de l'université d'État de l'Ohio, puis un doctorat en ingénierie pétrolière à l'université A&M du Texas. 
Chakib Khelil parle couramment arabe, français, anglais, espagnol et portugais.

### Carrière professionnelle
De 1968 à 1971, il a été ingénieur aux États-Unis avec Shell et Phillips Petroleum (Oklahoma) et ingénieur dans le bureau d'études Mc Cord à Dallas. En 1971, il retourne en Algérie, après les nationalisations pétrolières, pour participer à la prise en main des champs pétroliers, après le retrait par les sociétés françaises nationalisées, de leurs personnels. Il travaillera jusqu'en 1975, comme chef du département « gisements » à la Sonatrach, et président de la société Alcore, une coentreprise entre Sonatrach et Core laboratories, Dallas, Texas. Cette société d'études de réservoir avait été créée en 1969, Sonatrach et Core Laboratories. Dès 1973, il sera chargé, par le président Houari Boumédiène, de la présidence du groupe Valhyd (« Valorisation Hydrocarbures »), chargé du développement et du financement des ressources hydrocarbures en Algérie à long terme.
De 1975 à 1976, il est conseiller technique à la présidence de la République algérienne, auprès du président Houari Boumédiène. À partir de janvier 1980, il travaille à la Banque mondiale sur des projets pétroliers en Afrique, Amérique latine et Asie et devient directeur « énergie » de la région « Amérique latine ». À la demande du président Abdelaziz Bouteflika, dont il est un « ami personnel », il prend sa retraite anticipée en tant que conseiller pétrolier de la Banque mondiale en octobre 1999 pour rentrer en Algérie, et devenir, le 1er novembre de cette même année, conseiller du président.
Le 26 décembre 1999, il est nommé ministre de l'Énergie et des Mines. En 2001, il cumule le poste de ministre avec celui de président de Sonatrach, jusqu'à la nomination de Mohamed Meziane en 2003. Il est président de l'Organisation des pays exportateurs de pétrole (OPEP) durant toute l'année 2001 et durant l'année 2008. Il fut président de la Commission africaine de l'énergie (AFREC) en 2001, président de l'Association des pays africains producteurs de pétrole (APPA) en 2004 et du Forum des pays exportateurs de gaz (FPEG) en 2010.
Chakib Khelil a dirigé son ministère d’une main de fer, allant jusqu'à attaquer l’Espagne pour un contrat non respecté. Il obtiendra 1,9 milliard de dollars en dédommagement pour l’Algérie.
Le 28 mai 2010, Chakib Khelil démissionne de ses fonctions en raison d'accusations de corruption touchant le PDG de Sonatrach, Mohamed Meziane, qui sera condamné à de la prison
Il se reconvertit ensuite dans le conseil et s'associe le 20 février 2012 à Vienne avec le Nigérian Rilwanu Lukman, l'Irakien Issam Chalabi et le Libyen Choukri Ghanem pour créer CGKL Associates. La mort de Chokri Ghanem le 29 avril 2012 contraint le reste des associés à dissoudre la société deux mois à peine après sa création. Le 28 novembre 2012, Chakib Khelil rejoint en qualité de conseiller principal Wilton Resources Inc, dont le président-directeur général est Richard G. Anderson , ex PDG de First Calgary Petroleum (FCP), qui a opéré en Algérie durant onze ans (1997–2008).

## Parcours politique

### Création du BAOSEM
En 2001, Chakib Khelil met en place une procédure d'appel d'offres en créant le Bulletin d'appel d'offres du secteur de l'énergie et des mines (BAOSEM), qui a pour principale motivation d'assurer la transparence et la concurrence ouverte entre tous les soumissionnaires. De plus, par souci d'accessibilité, il a également créé un site web qui peut être consulté par les soumissionnaires à travers le monde.
Selon l'Office national des statistiques sur le niveau de vie des ménages, grâce à la manne pétrolière gérée par l'ancien ministre Chakib Khelil, l'Algérie a réalisé plus d'infrastructures, en 10 ans, entre 2003 et 2013, qu'en 40 ans, entre 1962 et 2002.

### La loi sur les hydrocarbures
En accédant au portefeuille du ministère de l'Énergie et des Mines, Chakib Khelil s'attelle dès le début à faire adopter un avant-projet de loi sur les hydrocarbures destiné à créer un environnement plus attractif pour les investisseurs étrangers. 
Le projet a cependant été longtemps bloqué par diverses oppositions, ayant été annoncé puis retiré à la suite d'une mobilisation hostile dans le secteur des hydrocarbures, comme dans les milieux parlementaires. Après une longue polémique, le président Abdelaziz Bouteflika, candidat à sa propre succession à l'élection présidentielle de 2004, ordonne en décembre 2003 le gel de l'avant-projet ; il le remettra à l'ordre du jour juste après sa réélection. Quelques mois ont suffi pour dissiper les doutes des opposants au projet, qui est adopté en mars 2005 par la quasi-totalité de l'Assemblée populaire nationale (APN) avec l'approbation de l'Union générale des travailleurs algériens (UGTA). Parmi les dispositions de la loi se trouve notamment celle sur les contrats d'association, qui garantit aux entreprises étrangères une quote-part de 70 % à 80 %, voire 100 % au cas où la Sonatrach n'exercerait pas son droit de préemption.
La loi est appliquée, mais sous sa forme amendée, à peine une année après,. Le projet a nécessité un prêt de 22 millions USD auprès de la Banque mondiale,.

### Polémiques

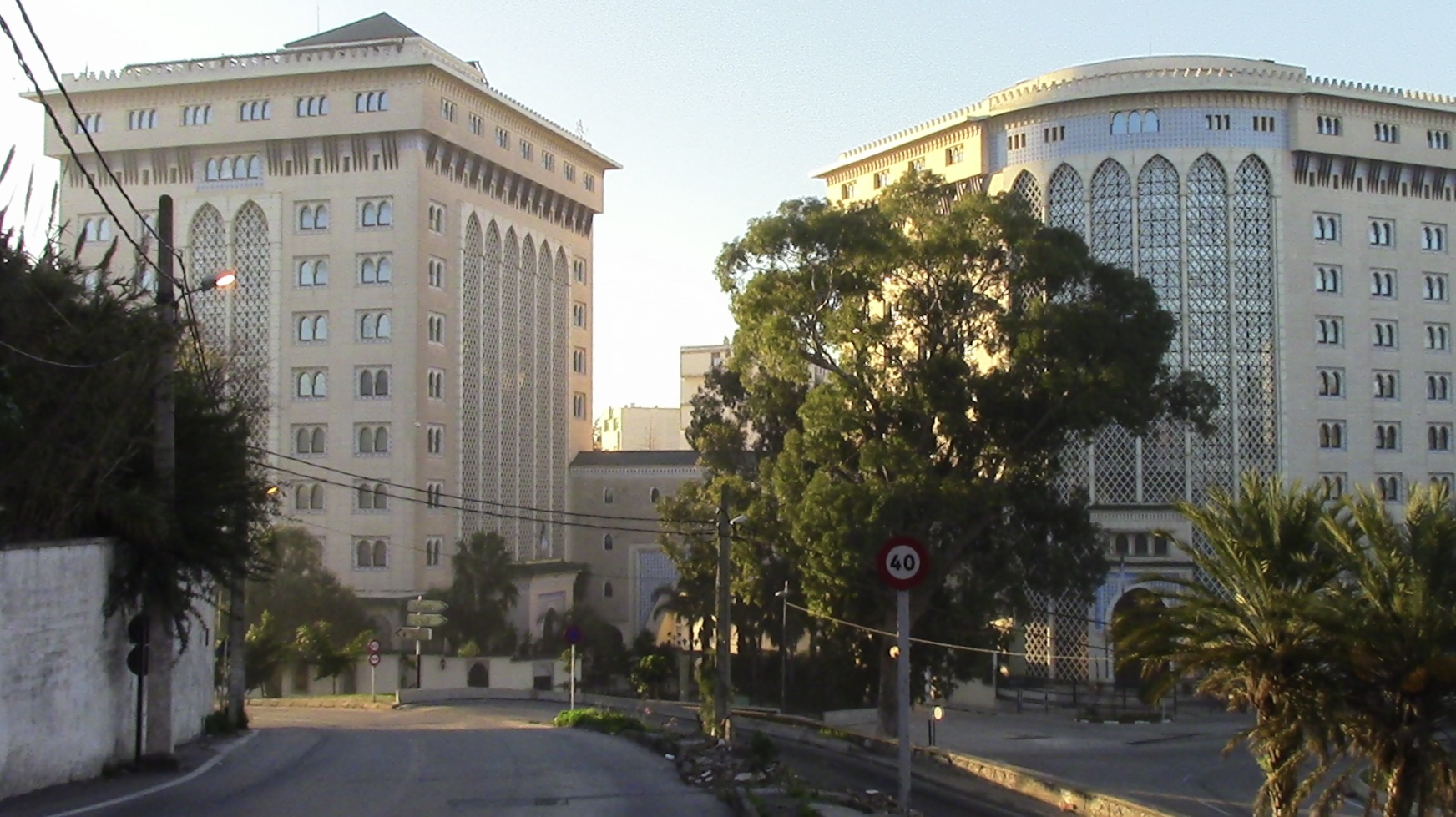
Siège du ministère de l’Énergie.

Chakib Khelil démissionne de ses fonctions à la suite d'affaires de corruption qui ont touché Sonatrach, pour lesquelles son ancien président-directeur général, Mohamed Meziane, sera condamné à de la prison. En dépit de sa mainmise sur toutes les opérations financières de Sonatrach, Chakib Khelil ne sera jamais cité comme témoin dans ces procès. Selon WikiLeaks, l'Algérie a été émaillée de scandales financiers sur une généralisation de la prévarication dans les passations de marché entre Sonatrach et ses partenaires étrangers. Le premier scandale révélé sera celui de l'« affaire BRC ». Le 4 février 2006, le Premier ministre Ahmed Ouyahia charge l'Inspection générale des finances (IGF) d’enquêter sur les marchés conclus par Sonatrach et le ministère de la Défense nationale avec Brown & Root-Condor (BRC), une coentreprise entre Sonatrach et KBR, filiale britannique de la compagnie Halliburton.

### Justice
Le 12 août 2013, le procureur général près la cour d'Alger, Belkacem Zeghmati, lance un mandat d'arrêt contre Chakib Khelil et ses proches. Ce dernier dit n'avoir jamais reçu de convocation, pourtant il confirme avoir répondu à la convocation du 20 mai 2012 par le biais d'une lettre manuscrite adressée au juge d'instruction chargé de l'affaire Sonatrach II et parvenue au parquet le 13 mai 2013, où il écrit ne pas pouvoir répondre à ladite convocation pour raison de santé,,. Ce mandat, plus tard annulé, ne respectait pas la procédure et l'article 573 et 574 du code de procédure pénale algérien : « Lorsqu'un membre du gouvernement, un magistrat de la Cour suprême, un wali, un président de la cour ou un procureur général près d'une cour est susceptible d'être inculpé d'un crime ou d'un délit commis dans l'exercice ou par l'exercice de ses fonctions, le procureur de la République saisi de l'affaire transmet le dossier par voie hiérarchique au procureur général près de la Cour suprême, qui désigne un membre de la Cour suprême aux fins de procéder à une information. » Dans ce cas précis, le procureur général près la cour d'Alger a violé l'article de loi cité plus haut alors qu’il n'était nullement compétent en la matière. En fait et en droit, la compétence est du domaine réservé de la Cour suprême, qui charge un de ses conseillers pour instruire cette affaire et non pas un tribunal ou une cour qui sont réputés incompétents dans l’instruction des dossiers de cette nature. 
Le 7 février 2014, l'ancien ministre de la Justice, Mohamed Charfi, révèle dans une lettre ouverte publiée dans le quotidien El Watan la proposition d'Amar Saadani : « Si Amar, vous êtes venu, le jour même de votre installation à la tête du FLN, me proposer amicalement de préserver mon poste de ministre de la Justice en m'engageant à extirper M. Chakib Khelil de l’affaire Sonatrach 2, comme on extirpe un cheveu d'une pâte, selon votre expression. Ma réponse, vous le savez, fut de fermer mon portable jusqu'à après la fête de l'Aïd El-Adha, c’est-à-dire bien longtemps après le remaniement ministériel ».
En mars 2016, Belkacem Zeghmati est limogé par décret présidentiel et le mandat d’arrêt est retiré.
Selon Chakib Khelil, ses ennuis judiciaires viennent notamment du fait qu'il aurait refusé de jouer au football avec le général Toufik,.
En décembre 2018, Chakib Khelil est nommément cité par le tribunal de Milan dans le verdict sur l'affaire des pots-de-vin versés par la compagnie italienne Saipem.

### Retour

Après une longue éclipse, Chakib Khelil réapparaît lors d'une cérémonie tenue le 5 novembre 2015 à l'Omni Shoreham Hotel de Washington.

Après une longue éclipse, Chakib Khelil réapparaît lors d'une cérémonie tenue le 5 novembre 2015 à l'Omni Shoreham Hotel de Washington, à l'occasion du 61e anniversaire de la révolution. Quatre jours après, Amar Saadani, intervenant sur Ennahar TV, appelle à réhabiliter Chakib Khelil, « le meilleur ministre de l'histoire de l'Algérie », selon lui. Ses propos s'articulent principalement autour de la discréditation du travail des services secrets algériens, DRS, dans la lutte anti-corruption, qui auraient organisé une cabale montée de toutes pièces visant Chakib Khelil, et auraient pour ce faire instrumentalisé la justice algérienne.
Le 17 mars 2016, Chakib Khelil débarque à l'aéroport d'Oran - Ahmed Ben Bella ; à sa descente d'avion, il est accueilli par des officiels de la ville, dont le wali d'Oran et des membres de sa famille.
En définitive, que ce soient ceux comme Me Tayeb Belarif qui pensent que les poursuites judiciaires et le mandat d'arrêt lancés contre Chakib Khelil n'étaient qu'une mise en scène et ceux qui prétendent que l'affaire Sonatrach II était une cabale orchestrée par le DRS, tous s'accordent pour affirmer le manque d'indépendance de la justice.
Fin 2017, il apparaît avec Saïd Bouteflika comme l'un des successeurs potentiels d'Abdelaziz Bouteflika à la tête de l'Algérie.
Il est aujourd'hui expert international en énergie et apparait régulièrement dans les médias spécialisés, tels que Bloomberg TV.

### Événements depuis 2019
Dans le contexte des manifestations de 2019 en Algérie, une enquête est lancée à son encontre par la Cour suprême le 25 avril pour « infraction à la législation et à la réglementation des changes et des mouvements de capitaux de et vers l’étranger » et « la conclusion de deux contrats par la compagnie Sonatrach avec deux entreprises étrangères en infraction à la loi »,.
Le 22 août 2019, la Cour suprême émet un mandat d'arrêt international à son encontre, dans le cadre du réexamen des affaires Sonatrach I et II.
Le 1er février 2022, le parquet a requis 20 ans de prison ferme pour corruption à son encontre. Chakib Khelil se trouve aux États-Unis.
Le 14 février 2022, le tribunal de Sidi M'Hamed le condamne par contumace à 20 ans de prison ferme et à une amende de 2 millions de dinars algériens. Le tribunal a aussi confirmé la demande d'un mandat d'arrêt international à son encontre.

## Distinctions
En décembre 2006, Chakib Khelil reçoit un doctorat honorifique en sciences de la Robert Gordon University. Il fut décoré de la plus haute distinction au Pérou, la « Orden El Sol Del Peru », le 2 juillet 2002 par le président Alejandro Toledo et le 16 janvier 2009 par le président Alan García.